# Castroserracín
Castroserracín település Spanyolországban, Segovia tartományban. Castroserracín Torreadrada, Navares de las Cuevas, Urueñas, Valle de Tabladillo és Castrojimeno községekkel határos. Lakosainak száma 24 fő (2024).

## Népesség
A település népessége az elmúlt években az alábbi módon változott:
| Lakosok száma | 58   | 50   | 50   | 55   | 55   | 44   | 50   | 42   | 39   | 24   |
|               | 2001 | 2004 | 2007 | 2009 | 2012 | 2014 | 2017 | 2019 | 2022 | 2024 |